# Albert Ellis
Albert Ellis (* 27. September 1913 in Pittsburgh, Pennsylvania, USA; † 24. Juli 2007 in New York) war ein US-amerikanischer Psychologe und Psychotherapeut.

## Leben
Albert Ellis studierte Betriebswirtschaftslehre und arbeitete in kaufmännischen Funktionen, bevor er mit 29 Jahren ein Psychologiestudium begann. 1947 promovierte er an der Columbia-Universität in New York. Anschließend arbeitete er als leitender Psychologe im klinischen und diagnostischen Bereich. 1952 eröffnete er in New York eine eigene Praxis.
Im Juli 2007 starb er im Alter von 93 Jahren an Nieren- und Herzversagen.

## Leistungen
Zunächst arbeitete Ellis tiefenpsychologisch, stellte die Positionen der Psychoanalyse aber zunehmend in Frage. Dann entwickelte er seinen eigenen psychotherapeutischen Ansatz, die Rational-Emotive Verhaltenstherapie (REVT) (vor 1994 Rational-Emotive Therapie), die er 1955 vorstellte und seitdem kontinuierlich weiterentwickelte. 1961 gründete er das Institut für Rational-Emotive Therapie in New York.

### Rational-Emotive Verhaltenstheorie
Die Rational-Emotive Verhaltenstherapie (REVT) oder auf Englisch REBT (Rational Emotive Behavior Therapy) gehört zu den Verhaltenstherapien. Albert Ellis gilt heute als der Pionier der kognitiven Therapien. Kognitive Verhaltenstherapien nach Ellis oder Aaron T. Beck zählen inzwischen zu den in ihrer Wirksamkeit wissenschaftlich am intensivsten beforschten Therapieverfahren. Ein besonderes Kennzeichen und Alleinstellungsmerkmal  der REVT nach Ellis gegenüber allen anderen kognitiven Verhaltenstherapien ist ihre starke philosophische Verankerung.

#### ABC-Theorie

ABCDE-Modell nach Albert Ellis

Die Rational-Emotive Verhaltenstherapie baut auf der sogenannten ABC-Theorie psychischer Störungen auf: A steht dabei für activating event oder adversity (Widrigkeit, unerwünschtes Ereignis), B für beliefs oder belief systems und C für (emotional/ behavioral) consequences. Diese beeinflussen sich wechselseitig stark. Ein unerwünschtes (äußeres oder innerpsychisches) Ereignis (A) wird aufgrund bestimmter bewusster oder unbewusster Überzeugungen, die in der Situation aktiviert werden, bewertet (B). Erst diese Bewertungen (sog. hot cognitions) der Ereignisse führen als Konsequenz (C) zu emotionalen Reaktionen und Verhaltensweisen.

#### Irrationale Überzeugungen nach Ellis
Nach Ellis werden emotionale Störungen (also intensive und/oder langanhaltende negative Gefühle, die zu dysfunktionalen Verhaltensweisen führen) durch in einer Situation aktivierte irrationale Überzeugungen bzw. Bewertungsmuster (englisch: irrational beliefs) bedingt. Als irrational bezeichnet man in der REVT Überzeugungen, die antiempirisch, unlogisch, die eigenen Lebensziele sabotierend, rigide und extrem sind. Die „irrationalen Überzeugungen“ führen dann zu „ungesunden negativen Emotionen“ wie Angst, Depressionen, Wut, Schuldgefühlen, Scham, Gekränktsein, ungesunder Eifersucht und ungesundem Neid.
Rationale Überzeugungen hingegen führen zu Emotionen und Verhaltensweisen, die in der Regel ebenfalls unangenehm, aber zielführend und hilfreich sind, wie Besorgnis, Trauer, Verdruss, Bedauern, Enttäuschung, gesunde Eifersucht und gesunder Neid – also zu „gesunden negativen Emotionen“, die uns motivieren, zu ändern, was änderbar ist, und zu akzeptieren, was unveränderbar ist, dabei aber neue positive Erfahrungen zu suchen. Die Auffassung, dass Ungesunde Negative Emotionen (UNE) im Wesentlichen qualitativ und nicht quantitativ (der Intensität nach) bestimmbar sind, ist ein weiteres Alleinstellungsmerkmal der REVT (sog. binäre Emotionstheorie der REVT). Therapieziel in der REVT ist daher nicht die bloße Reduzierung von zum Beispiel Angst oder Depression, sondern die Veränderung dieser UNEs in die Healthy Negative Emotions (HNE) Besorgnis oder Trauer.
Nach Ellis werden Menschen bereits mit einer Disposition zu irrationalem Denken geboren. Irrationale Bewertungsmuster werden dann in aktuell belastenden Lebenssituationen aktiviert, man spricht von kognitiver Vulnerabilität. In der Therapie wird dann zum Beispiel mit der Methode des sokratischen Dialogs versucht, die irrationalen Überzeugungen zu identifizieren, zu hinterfragen und zu verändern.
Die von Ellis beschriebenen irrationalen Überzeugungen werden in vier Grundkategorien zusammengefasst.
Im Zentrum emotionaler Störungen steht rigides Denken:
1. Absolute Forderungen: Wünsche werden zu absoluten Forderungen („Ich muss …“, „Die anderen müssen …“, „Die Welt muss …“). Daraus abgeleitet drei weitere extreme Überzeugungen:
2. Globale negative Selbst- und Fremdbewertungen: Statt einzelner Eigenschaften und Verhaltensweisen wird die Person insgesamt abgewertet („Ich bin wertlos/ein Versager …“, „Der andere ist eine Niete …“).
3. Katastrophisieren: Unerwünschte Ereignisse werden extrem überbewertet („Es wäre absolut schrecklich, wenn …“).
4. Niedrige Frustrationstoleranz: Glaube, negative Ereignisse nicht aushalten zu können („Ich könnte es nicht ertragen, wenn …“).

## Schriften (Auswahl)
- mit Daniel David und Steven Lynn: Rational and Irrational Beliefs: Research, Theory, and Clinical Practice. Oxford Univ Pr, 2009, ISBN 978-0-19-518223-1.
- All Out!: An Autobiography. Prometheus Books, 2009, ISBN 978-1-59102-452-1.
- Training der Gefühle: Wie Sie sich hartnäckig weigern, unglücklich zu sein. Moderne Verlagsges. Mvg, 2006, ISBN 978-3-636-06283-3.
- mit Petra Jacobi und Dieter Schwartz: Coach dich! Rationales Effektivitäts-Training zur Überwindung emotionaler Blockaden. Hemmer/Wüst, 2004, ISBN 3-89634-439-0.
- Grundlagen und Methoden der Rational-Emotiven Verhaltenstherapie. Klett-Cotta / J. G. Cotta’sche Buchhandlung Nachflg, 1997, ISBN 3-608-89617-1.
- mit Roger Conway: Wie man erfolgreich Frauen verführt. Vom ersten Kuß zum Koitus (original: The art of erotic seduction). Stephenson, 1968.